# Martin Pries
Martin Pries (* 3. Mai 1957 in Flensburg) ist außerplanmäßiger Professor für Kulturgeographie an der Leuphana Universität Lüneburg.
Pries studierte in Hamburg Geographie, Germanistik, Pädagogik und schloss 1984 das Studium mit dem Ersten Staatsexamen ab. Es folgte ein Promotionsstudium an der Universität Hamburg von 1984 bis 1989 sowie das Referendariat und der Abschluss des Zweiten Staatsexamens. Er war von 1990 bis 1992 Leiter der Fortbildungsstätte „Seminar für Arbeit und Beruf“ und wurde dann Wissenschaftlicher Mitarbeiter an der Universität Lüneburg. Seit 1996 ist er dort Akademischer Rat. Pries hatte von 2004 bis 2007 eine Vertretungsprofessur für die „Didaktik der Geographie“ an der Universität Bremen inne. 2005 folgte seine Habilitation an der Universität Hamburg zum Thema Waterfronts im Wandel. Baltimore und New York. Seit 2012 ist Pries außerplanmäßiger Professor für Kulturgeographie an der Leuphana Universität Lüneburg.
Die Forschungsschwerpunkte von Martin Pries sind die Historische Geographie, Kulturlandschaftsforschung, Industriearchäologie, Geographiedidaktik und die Vereinigten Staaten von Amerika. Er bietet auch Lehrveranstaltungen zu Themen der Physischen Geographie an.

## Schriften
- New York und die Ereignisse des 11. Septembers 2001. In: Geographische Rundschau. Jg. 54, H. 1, 2002, S. 61–65.
- Die Lüneburger Landwehr aus Sicht der Kulturlandschaftsforschung. In: Niedersächsisches Jahrbuch für Landesgeschichte. Bd. 78, 2006, S. 1–16.
- Kulturlandschaft – Neu entdeckt für den Geographieunterricht. In: Verband Deutscher Schulgeographen, Akademie für Raumforschung und Landesplanung (Hrsg.): Kulturlandschaften in Geographie und Raumplanung. Schriften Nr. 9, Bretten 2008.